# Nguyễn Hữu Xương
Giáo sư Nguyễn Hữu Xương (sinh năm 1933 ) hiện là giáo sư trong phân khoa Hóa học, Vật lý và Sinh học tại Đại học California tại San Diego. Ông đã nhận nhiều giải thưởng, trong số đó có "Guggenheim Fellowship", một "NATO Senior Fellowship", và "UCSD Chancellor's Associates Award", Charles Supper (2004).

## Học vấn
Giáo sư Nguyễn Hữu Xương đã tốt nghiệp kỹ sư điện ở Trường Điện Kỹ nghệ Marseille bên Pháp năm 1955. Sau đó ông còn đậu ba bằng cao học (master degree) về kỹ thuật điện khí (1957), toán học (1958) và vật lý học (1961). Ông tốt nghiệp tiến sĩ về vật lý ở Đại học California tại Berkeley năm 1962 và dạy tại Đại Học San Diego từ năm đó .

## Thành tựu
Thành tích nổi bật của Giáo sư Nguyễn Hữu Xương là nghiên cứu và tìm ra được phương pháp mới để đo các nhiễu xạ quang tuyến một cách tự động không cần dùng đến phim ảnh. Ông là một người tiền phong trong công nghệ nghiên cứu tinh thể học ("protein crystallography") và phát minh ra "máy quang tuyến Xương" mang tên ông ("Xuong's X-Ray Machine" hay là "Xuong Machine") có tính năng tiếp thu rất nhanh những dữ kiện về nhiễu xạ quang tuyến, hiện nay được sử dụng trong các nghiên cứu về các tế bào liên hệ đến bệnh ung thư hoặc tìm loại thuốc để diệt virus có hại đến con người như HIV (các vi rút AIDS), polio vv).

## Đóng góp Cộng đồng
Ông cũng là người tích cực trong những sinh hoạt cộng đồng người Mỹ gốc Việt. Năm 1980, trước cao trào vượt biển, ông thành lập (cùng với ông Phan Lạc Tiếp) và là chủ tịch Ủy ban Báo nguy Giúp người Vượt biển ("Boat People S.O.S Committee")  và năm 1985 đã hợp tác với Hội Y sĩ Thế giới của Pháp (Medecins du Monde) đem con tàu Jean Charcot ra Biển Đông cứu vớt được 520 thuyền nhân và sau này cộng tác với Ủy ban Cap Anamur.
Ông cũng đã về Việt Nam, tổ chức các khóa tu học ngắn hạn tại các trường Đại học, như năm 2009, Seminar "Determination of 3D structures of Viruses using a new detector for Electron Microscopy" tại Đại học Quốc gia Thành phố Hồ Chí Minh 